# سکس و صبحانه
سکس و صبحانه (به انگلیسی: Sex and Breakfast) فیلمی محصول سال ۲۰۰۷ و به کارگردانی دیو مکلافلین است. در این فیلم بازیگرانی همچون مکالی کالکین، کونو بکر، الیزا دوشکو، آلکسیس دزینا، جوانا مایلز، اریک لایولی، جیمی ری نیومن، تریسی توماس، رابرت کارادین، ماری چیتم و مارگارت تراولتا ایفای نقش کرده‌اند.

## داستان فیلم
زوج های جوان رابطه جنسی گروهی ناشناس را به عنوان راهی برای احیای روابط آشفته خود تجربه می کنند. از طریق این تجربه، آنها مجبور می شوند در مورد اصول اولیه یک رابطه موفق تجدید نظر کنند: رابطه جنسی، عشق و ارتباط.